# 対馬勝年
対馬 勝年（つしま かつとし、1943年1月10日 - ）は、日本の雪氷学者。富山大学名誉教授、理学博士。専門は雪氷物理学で、雪氷摩擦に関する研究や雪発電に関する研究を行っていた。

## 略歴
- 青森県出身[1]
- 1966年 弘前大学文理学部理学科卒業
- 1969年 北海道大学大学院理学研究科修士課程修了。北海道大学低温科学研究所助手
- 1980年 北海道大学より理学博士学位授与。富山大学理学部地球科学科助教授。
- 1988年 富山大学理学部地球科学科教授
- 2008年 富山大学退職、名誉教授

## 受賞歴
- 1978年 日本雪氷学会平田賞
- 1998年 日本雪氷学会学術賞
- 1998年 日本雪氷学会北信越支部技術賞

## 委員歴
- 1993年 日本雪氷学会理事・北信越支部長（～1996年）
- 1993年 日本雪工学会理事